# Suk (targowisko)

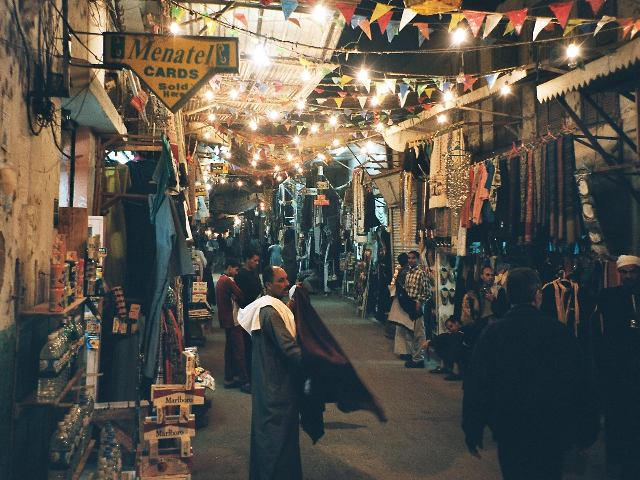
Suk w Esnie

Suk (arab. سوق) – arabskie targowisko.

## Kraje północnoafrykańskie
W północnoafrykańskich miastach suk odbywa się codziennie, na wsi jednakże – raz w tygodniu, w dni targowe. 
W miastach północnoafrykańskich sklepy i stragany mieszczą się w starych, wąskich ulicach o ciasnej zabudowie. W wielu domach na parterze znajdują się warsztaty i sklepy otwarte na ulicę. W sklepach sprzedaje się wyroby wytwarzane w warsztacie położonym na tyłach domu. Na suku można kupić wszystko, od wyrobów z mosiądzu i dywanów po ciasto z miodem i pieczone mięso z przyprawami. Podczas dobijania targu kupcy proponują klientom filiżankę kawy lub herbaty. Niektóre ośrodki rolnicze Maroka otrzymały nazwę od dni targowych np. Suk al-Chamis – "Czwartkowy targ". Cotygodniowy targ często odbywa się na placu we wsi. Handlarze, szewcy, kowale, fryzjerzy i wieśniacy podążają tam pieszo lub autobusami, by kupować i sprzedawać.